# Filipinsko-američki rat
Filipinsko-američki rat, poznat i kao Filipinski rat za neovisnost bio je oružani sukob između SAD-a i filipinskih pobunjenika. Sukob je trajao tri godine i jedan mjesec.
Sukob nastaje borbom filipinskih pobunjenika za neovisnost protiv aneksije koju vrši SAD. Ovaj rat je dio sukoba u borbi filipinskog naroda da dobije neovisnost, a dolazi nakon Filipinske revolucije i Španjolsko-američkog rata
Erupcija sukoba dogodila se 4. veljače 1899. godine između američkih vojnika i filipinskih pobunjenika, i brzo se proširila te dovela do prve veće bitke. Filipinska republika je 2. lipnja objavila rat SAD-u. Rat je službeno završio 4. svibnja 1902. godine. Međutim, nakon službenog kraja rata neke veteranske skupine pobunjenika i dalje su nastavljale sukobe protiv SAD-a.
Posljedice okupacije i rata bile su razorne, procjenjuje se da je stradalo između 200.000 i 1.000.000 civila i vojnika. S druge strane imamo društvene i religijske posljedice rata, a neke od njih su upoznavanje s Katoličkom Crkvom te upoznavanje s engleskim jezikom koji će postati službeni jezik ove države.